# ورزشکار اهل نیوآرک
 ورزشکار اهل نیوآرک  عنوان فیلمی است آمریکایی با ژانر صامت و کوتاه به کارگردانی ویلیام کندی دیکسون. این فیلم محصول سال ۱۸۹۱ میلادی است. زمان این فیلم ۱۲ ثانیه است.